# Castanet (Aveyron)
Castanet település Franciaországban, Aveyron megyében. Lakosainak száma 525 fő (2022. január 1.). Castanet Boussac, Colombiès, Gramond, Pradinas, Rieupeyroux és Sauveterre-de-Rouergue községekkel határos.

## Népesség
A település népessége az elmúlt években az alábbi módon változott:
| Lakosok száma | 802  | 656  | 591  | 542  | 535  | 531  | 513  | 517  | 516  | 525  |
|               | 1968 | 1982 | 1990 | 2006 | 2013 | 2015 | 2017 | 2019 | 2020 | 2022 |